# Romanian Top 100
La Romanian Top 100 è stata la classifica nazionale dei singoli musicali in Romania, redatta dalla Uniunea Producătorilor de Fonograme din România. È stata pubblicata per la prima volta nel 1996. Cessò le pubblicazioni il 19 febbraio 2012. È stata riconosciuta come una classifica ufficiale dalla divisione europea di Billboard, Music & Media.
L'artista con più singoli al numero uno in classifica è Shakira, con ben otto canzoni capaci di raggiungere la prima posizione. Le posizioni antecedenti all'anno 2002 sono quasi esclusivamente sconosciute, in quanto il sito ufficiale riporta solo le classifiche dal 2002 in poi. Dal 2002 al 2012 ci sono stati 120 diversi singoli al numero uno, il più longevo dei quali è stato I Follow Rivers di Lykke Li, al primo posto per ben quattordici settimane.
La Romanian Top 100 è stata interrotta all'inizio del 2012 e rimpiazzata dalla Airplay 100, lanciata il 26 febbraio 2012 come classifica radiofonica ufficiale per la Romania.

## Record

### Artisti con il maggior numero di singoli al primo posto
| Posizione | Artista             | Numero di singoli | Canzoni |
| --------- | ------------------- | ----------------- | --- |
| 1         | Shakira             | 8                 | "Ciega, sordomuda", "Inevitable", "Objection (Tango)", "La tortura", "Hips Don't Lie", "Illegal", "Gypsy", "Loca" |
| 2         | Kylie Minogue       | 6                 | "Can't Get You Out of My Head", "In Your Eyes", "Slow", "Red Blooded Woman", "I Believe in You", "In My Arms"     |
| 2         | Madonna             | 6                 | "Music", "Die Another Day", "Hung Up", "Sorry", "4 Minutes, "Give It 2 Me"                                        |
| 3         | 3rei Sud Est        | 5                 | "Amintirile", "Te voi pierde", "Clipe", "Iubire", "Vorbe care dor"                                                |
| 3         | Eminem              | 5                 | "Stan", "Without Me", "Lose Yourself", "Smack That", "Love the Way You Lie"                                       |
| 3         | Enrique Iglesias    | 5                 | "Hero", "Maybe", "Do You Know? (The Ping Pong Song)", "Tired of Being Sorry", "Takin' Back My Love"               |
| 3         | Rihanna             | 5                 | "Umbrella", "Disturbia", "Rude Boy","Love the Way You Lie", "Only Girl (in the World)"                            |
| 4         | The Black Eyed Peas | 4                 | "Where is the Love?", "Shut Up", "I Gotta Feeling", "Meet Me Halfway"                                             |
| 4         | Morandi             | 4                 | "Beijo", "Falling Asleep", "A la lujeba", "Angels"                                                                |
| 5         | Lady Gaga           | 3                 | "Poker Face", "Bad Romance", "Alejandro"                                                                          |
| 5         | Smiley              | 3                 | "Plec pe Marte ", "Love is for free", "Dream girl"                                                                |
| 5         | Animal X            | 3                 | "Pentru ea", "Fără ea", "Să pot ierta"                                                                            |
| 5         | Nelly Furtado       | 3                 | "Turn Off the Light", "Say It Right", "Morning After Dark"                                                        |
| 5         | Pussycat Dolls      | 3                 | "Don't Cha", "Wait a Minute", "I Hate This Part"                                                                  |
| 5         | Voltaj              | 3                 | "Tu", "Şi ce", "Povestea oricui"                                                                                  |
| 5         | Dj Project          | 3                 | "Privirea ta", "Încă o noapte", "Mi-e dor de noi"                                                                 |
| 5         | Pitbull             | 3                 | "I Know You Want Me (Calle Ocho)", "On the Floor", "Rain Over Me"                                                 |

NOTE: The positions for the earlier charts (1996 to 1999) and half of the year 2000 are not known, which makes it possible that some artists, like Enrique Iglesias, Shakira, Kylie Minogue or Madonna could have a bigger number of number ones.

### Artisti con più settimane al numero uno
1. Shakira — 36 settimane
2. Voltaj — 21 settimane
3. The Black Eyed Peas — 20 settimane
4. Madonna — 19 settimane (=)
5. Morandi — 19 settimane (=)
6. Activ — 17 settimane
7. Kylie Minogue — 15 settimane
8. Akcent — 14 settimane (=)
9. Lykke Li - 14 settimane (=)
10. Nelly Furtado — 14 settimane (=)
11. Pitbull - 14 settimane (=)
12. Lady Gaga — 13 settimane (=)
13. Rihanna — 13 settimane (=)
14. Smiley - 12 settimane
15. Eminem - 11 settimane
16. Las Ketchup — 11 settimane
17. Enrique Iglesias — 10 settimane

### Artisti con il maggior numero di singoli nella Top 10
| Posizione | Artista          | Numero di hit | Canzoni |
| --------- | ---------------- | ------------- | --- |
| 1         | Shakira          | 15            | "Ciega, sordomuda", "Ojos así", "Inevitable", "Whenever, Wherever", "Underneath Your Clothes", "Objection (Tango)", "La Ttortura", "Don't Bother", "Hips Don't Lie", "Illegal", "Las de la Intuición", "Beautiful Liar", "Did it Again", "Gypsy", "Loca", |
| 2         | Rihanna          | 12            | "Unfaithful", "Umbrella" (feat. Jay-z), "Don't Stop the Music", "Disturbia", "Live Your Life","Russian Roulette", "Rude Boy", "Love the Way You Lie" (feat. Eminem) "Only Girl (in the World)", "S&M","Man Down", "We Found Love"(feat. Calvin Harris)    |
| 3         | Enrique Iglesias | 12            | "Hero", "Escape", "Love to See You Cry", "Maybe", "To Love a Woman", "Mentiroso", "Not In Love", "Do You Know? (The Ping Pong Song)", "Tired of Being Sorry", "Push", "Takin' Back My Love", "Tonight (I'm Lovin' You)"                                   |
| 4         | Akcent           | 11            | "Ti-am promis", "Prima iubire", "In culori", "Buchet de trandafiri", "Suflet pereche", "Dragoste de inchiriat", "Jokero", "French Kiss", "Stay With Me", "That's My Name", "My Passion"                                                                   |
| 4         | Eminem           | 11            | "The Real Slim Shady", "Stan", "Without Me", "Cleanin' Out My Closet", "Lose Yourself", "My Band" (with D12), "Just Lose It", "Smack That" (with Akon), "Crack a Bottle" (with Dr.Dre, 50 Cent), "We Made You", "Love the Way You Lie" (feat. Rihanna)    |
| 4         | Madonna          | 11            | "American Pie", "Don't Tell Me", "Music", "What It Feels Like for a Girl", "Die Another Day", "American Life", "Hollywood", "Hung Up", "Sorry", "4 Minutes, "Give It 2 Me"                                                                                |
| 5         | DJ Project       | 10            | "Printre vise", "Privirea ta", "Soapte", "Inca o noapte", "Esti tot ce am", "Doua anotimpuri", "Lacrimi de inger", "Nu", "Regrete", "Mi-e dor de noi" |
| 5         | Kylie Minogue    | 10            | "On a Night like This", "Can't Get You Out of My Head", "Love at First Sight", "In Your Eyes", "Slow", "Red Blooded Woman", "Chocolate", "I Believe in You", "In My Arms", "The One"                                                                      |

Nota: I posizionamenti per le classifiche precedenti (1996 - 1999) e metà dell'anno 2000 sono sconosciuti, il che fa sì che alcuni artisti, come Enrique Iglesias, Kylie Minogue o Madonna possano avere un numero maggiore di top 10. Inoltre, l'informazione riguardante la posizione di picco per canzoni di molti artisti romeni sono mancanti.

### Singoli con più settimane in classifica
1. Timbaland feat. SoShy & Nelly Furtado —  "Morning After Dark"  (80 settimane)
2. Guess Who — "Locul potrivit" (65 settimane)
3. Elena Gheorghe — "Disco Romancing"  (64 settimane)
4. Xonia feat. DeepCentral - "My Beautiful One" (64 settimane)
5. Alexandra Stan — "Mr. Saxobeat"  (62 settimane)
6. David Guetta feat. Kid Cudi - "Memories"  (60 settimane)
7. The Black Eyed Peas — "I Gotta Feeling"  (57 settimane)
8. Wildboyz feat. Ameerah — "The Sound of Missing You"  (55 settimane)
9. Crazy Loop — "Chica Bomb"  (55 settimane)
10. Martin Solveig e Dragonette — "Hello"  (54 settimane)
11. Pink —  "Please Don't Leave Me" (52 settimane)
12. AlexUnder Base feat. Lys —  "Drums"  (52 settimane)
13. Gloria Estefan —  "Hoy"  (50 settimane)

### Maggior numero di singoli al primo posto in un anno
2001
- Animal X ("Pentru ea", "Fara tine")
- Voltaj ("3D", "20")

2002
- Eminem ("Without Me", "Lose Yourself")

2003
- O-Zone ("Despre tine", "Dragostea din tei")

2004
- Kylie Minogue ("Slow", "Red Blooded Woman")
- The Black Eyed Peas ("Where Is the Love?", "Shut Up")

2006
- Madonna ("Hung Up", "Sorry")
- Morandi ("Falling Asleep", "A La Lujeba")

2007
- Akon ("Smack That", "Don't Matter")
- Enrique Iglesias ("Do You Know? (The Ping Pong Song)", "Tired of Being Sorry")

2008
- Madonna ("4 Minutes", "Give It 2 Me")

2010
- The Black Eyed Peas ("I Gotta Feeling", "Meet Me Halfway")
- Lady Gaga ("Bad Romance", "Alejandro")
- Rihanna ("Rude Boy", "Love the Way You Lie")
- Smiley ("Plec pe Marte", "Love is for Free")

2011
- Pitbull ("On the Floor", "Rain Over Me")

### Singoli con più settimane al numero uno
| Posizione | Titolo             | Artista                      | Settimane al #1 | Anni      |
| --------- | ------------------ | ---------------------------- | --------------- | --------- |
| 1         | "I Follow Rivers"  | Lykke Li                     | 14              | 2011-2012 |
| 2         | "Say It Right"     | Nelly Furtado                | 12              | 2007      |
| 3         | "Shut Up"          | The Black Eyed Peas          | 10              | 2003      |
| 3         | "Cry Cry"          | Oceana                       | 10              | 2009      |
| 3         | "Bad Romance"      | Lady Gaga                    | 10              | 2010      |
| 4         | "The Ketchup Song" | Las Ketchup                  | 9               | 2002      |
| 4         | "Doar cu tine"     | Activ                        | 9               | 2004      |
| 4         | "Beijo"            | Morandi                      | 9               | 2005      |
| 4         | "Hung Up"          | Madonna                      | 9               | 2005      |
| 4         | "Mm-Ma-Ma"         | Crazy Loop                   | 9               | 2007/2008 |
| 5         | "Şi Ce"            | Voltaj                       | 8               | 2004      |
| 5         | "Visez"            | Activ                        | 8               | 2005      |
| 5         | "Hot n Cold"       | Katy Perry                   | 8               | 2009      |
| 5         | "I Gotta Feeling"  | The Black Eyed Peas          | 8               | 2009/2010 |
| 5         | "Mr. Saxobeat"     | Alexandra Stan               | 8               | 2010/2011 |
| 5         | "On the Floor"     | Jennifer Lopez feat. Pitbull | 8               | 2011      |